# Ricuin de Commercy
Pour les articles homonymes, voir Ricuin.
Ricuin ou Riquin, seigneur de Commercy vers l'an 1100.
Après que son fils est nommé évêque de Toul, Ricuin, qui est très pieux, lui fait don d'une grande partie de ses biens : la moitié du château de Commercy et de ses dépendances (le château actuel a été élevé sur les vestiges d'un ancien château médiéval), la moitié de la rivière et des villages composant le domaine seigneurial (Meligny, Vaux, Saulx, Lérouville, Pont, Chonville, Fontoy, Morville, Tantonville, Maceronville et Gironville). La nomination de son fils comme évêque de Toul, alors qu'une faction préférait Konrad Ier de Schwarzburg, ne manqua pas d'allumer des querelles entre les deux parties. Après leur mort, Ricuin et sa femme seront inhumés dans l'abbaye de Saint-Mansuy (Diocèse de Toul).
Il épouse Leucarde d'Apremont de qui il a :
- Richwin, (? - Toul février 1126), chanoine dès l'âge de neuf ans, élu princier de la cathédrale de Toul à vingt-deux ans, grand archidiacre, prévôt de Saint Gengoult, évêque de Toul de 1108 à 1126, inhumé dans la cathédrale Cathédrale Saint-Étienne de Toul[1],
- Hastica, elle épouse Thierry, châtelain de Bar de 1090 à 1135.

## Sources
- Charles Emmanuel Dumont, Histoire de la ville et des seigneurs de Commercy, Volume 1, N. Rolin, 1843 (lire en ligne), p. 15 à 20

- Roglo, Ricuin de Commercy